# Meerbusch Challenger 2014
Il Meerbusch Challenger 2014, noto anche come Maserati Challenger, è stato un torneo di tennis facente parte della categoria ATP Challenger Tour nell'ambito dell'ATP Challenger Tour 2014. È stata la 2ª edizione del torneo che si è giocato a Meerbusch in Germania dall'11 al 17 agosto 2014 su campi in terra rossa e aveva un montepremi di 35 000 €+H.

## Partecipanti singolare

### Teste di serie
| Nazionalità | Giocatore               | Ranking* | Testa di serie |
| ----------- | ----------------------- | -------- | -------------- |
| Spagna      | Albert Ramos Viñolas    | 93       | 1              |
| Russia      | Andrej Kuznetsov        | 108      | 2              |
| Austria     | Andreas Haider-Maurer   | 116      | 3              |
| Germania    | Julian Reister          | 124      | 4              |
| Austria     | Gerald Melzer           | 146      | 5              |
| Paesi Bassi | Jesse Huta Galung       | 192      | 6              |
| Moldavia    | Radu Albot              | 211      | 7              |
| Cile        | Hans Podlipnik-Castillo | 223      | 8              |

- Ranking al 4 agosto 2014.

### Altri partecipanti
Giocatori che hanno ricevuto una wild card:
- Attila Balázs
- Jozef Kovalík
- Philipp Petzschner
- Jan Oliver Sadlowski

Giocatori che sono passati dalle qualificazioni:
- Philipp Davydenko
- Cristian Garín
- Laurent Lokoli
- Matthias Wunner

## Partecipanti doppio

### Teste di serie
| Nazionalità | Giocatore       | Nazionalità   | Giocatore          | Ranking* | Testa di serie |
| ----------- | --------------- | ------------- | ------------------ | -------- | -------------- |
| Germania    | Philipp Marx    | Svezia        | Andreas Siljeström | 192      | 1              |
| Germania    | Martin Emmrich  | Germania      | Gero Kretschmer    | 195      | 2              |
| Polonia     | Tomasz Bednarek | Slovacchia    | Igor Zelenay       | 245      | 3              |
| Cina        | Gong Maoxin     | Taipei cinese | Peng Hsien-yin     | 281      | 4              |

- Ranking al 4 agosto 2014.

### Altri partecipanti
Coppie che hanno ricevuto una wild card:
- Jan Hájek /  Jan Masik
- Kai Breitbach /  Jesse Huta Galung
- Christopher Kas /  Christian Miele

## Vincitori

### Singolare
Jozef Kovalík ha battuto in finale  Andrej Kuznecov con il punteggio di 6–1, 6–4.

### Doppio
Matthias Bachinger /  Dominik Meffert hanno battuto in finale  Gong Maoxin /  Peng Hsien-yin con il punteggio di 6–3, 3–6, [10–6].